# 게라게라포의 노래
게라게라포의 노래(일본어: ゲラゲラポーのうた)는 킹 크림소다의 싱글. 2014년 발매되었다. 요괴워치의 1기 오프닝 테마이다.

## 개요
- 작사: motsu
- 작곡: 菊谷知樹(키쿠야 토모키)
- 편곡: 菊谷知樹(키쿠야 토모키)
- 노래: 킹 크림소다